# Municipio de Big Prairie (Míchigan)
El municipio de Big Prairie (en inglés: Big Prairie Township) es un municipio ubicado en el condado de Newaygo en el estado estadounidense de Míchigan. En el año 2010 tenía una población de 2573 habitantes y una densidad poblacional de 27,42 personas por km².

## Geografía
El municipio de Big Prairie se encuentra ubicado en las coordenadas 43°30′44″N 85°37′42″O / 43.51222, -85.62833. Según la Oficina del Censo de los Estados Unidos, el municipio tiene una superficie total de 93.85 km², de la cual 81,29 km² corresponden a tierra firme y (13,38 %) 12,56 km² es agua.

## Demografía
Según el censo de 2010, había 2573 personas residiendo en el municipio de Big Prairie. La densidad de población era de 27,42 hab./km². De los 2573 habitantes, el municipio de Big Prairie estaba compuesto por el 96,27 % blancos, el 0,23 % eran afroamericanos, el 0,97 % eran amerindios, el 0,08 % eran asiáticos, el 0,54 % eran de otras razas y el 1,9 % eran de una mezcla de razas. Del total de la población el 2,64 % eran hispanos o latinos de cualquier raza.